# Terry Mills
Pour les articles homonymes, voir Mills.
Terry Richard Mills (né le 21 décembre 1967 à Romulus, Michigan) est un joueur puis entraîneur américain de basket-ball évoluant au poste d'ailier fort.

## Biographie
Mills évolue à l'université du Michigan où il aide les Wolverines du Michigan à remporter le titre NCAA 1989.
Mills est sélectionné lors de la draft 1990 par les Nuggets de Denver avec lesquels il dispute 17 rencontres. Mills joue aussi aux Nets du New Jersey, aux Pistons de Detroit, au Heat de Miami et aux Pacers de l'Indiana. Bien qu'il joue au poste d'ailier fort, Mills est réputé pour son tir à 3-points. Le speaker des Pistons George Blaha (en) le surnommait "Sugar," pour son tir "doux".
Il est le cousin de l'ailier fort Grant Long et le neveu de l'arrière John Long.
Mills est l'entraîneur de l'équipe de l'International Basketball League des Macomb County Mustangs (à Center Line, Michigan) lors de la saison 2006.